# جون شيمانوكي
جون شيمانوكي (باليابانية: 島貫 純) (7 أغسطس 1988 في طوكيو في اليابان – )؛ هو لاعب كرة قدم ياباني سابق كان يلعب كلاعب وسط.

## وصلات خارجية
- جون شيمانوكي على موقع رابطة كرة القدم اليابانية للمحترفين (اليابانية)